# 阿爾伯特·蒙塔涅斯
阿爾伯特·蒙塔涅斯（Albert Montañés，1980年11月26日—），是一位西班牙職業網球運動員。於1999年轉為職業選手。單打最高世界排名為第28位。迄今已獲得7項賽事冠軍（5項ATP單打冠軍，2項ATP雙打冠軍）。

## 外部連結
- 官方网站 （西班牙文）
- 阿爾伯特·蒙塔涅斯（英文/西班牙文）的官方資料
- 阿爾伯特·蒙塔涅斯的國際網球總會 職業／青少年 官方資料（英文）
- 阿爾伯特·蒙塔涅斯的官方資料（英文）